# Capella de la Santíssima Trinitat
La capella de la Santíssima Trinitat és una capella gòtica de planta rectangular que enmig de diverses construccions a la Pobla de Claramunt. Està situada al peu del camí ral, és d'època gòtica i, per tant, relacionada amb el nucli medieval de la Pobla de Claramunt i el Castell. Fundada per R. Muset, mesurava 13x6,75m. El 1463 es convertí en la segona parròquia de la Pobla. En 1612 s'engrandí a ponent i es va bastir un absis. L'any 1723 s'aixecà el campanar. Actualment és difícil veure l'estructura d'aquesta capelleta donat que l'alçada del sostre s'ha baixat i les arcades han quedat en part tapades. (és aconsellable veure la fitxa que va fer el Col·legi d'Arquitectes). Es conserva la base de la torre del campanar vell, tal com es veu a una de les fotos.